# Mariko Miyagi

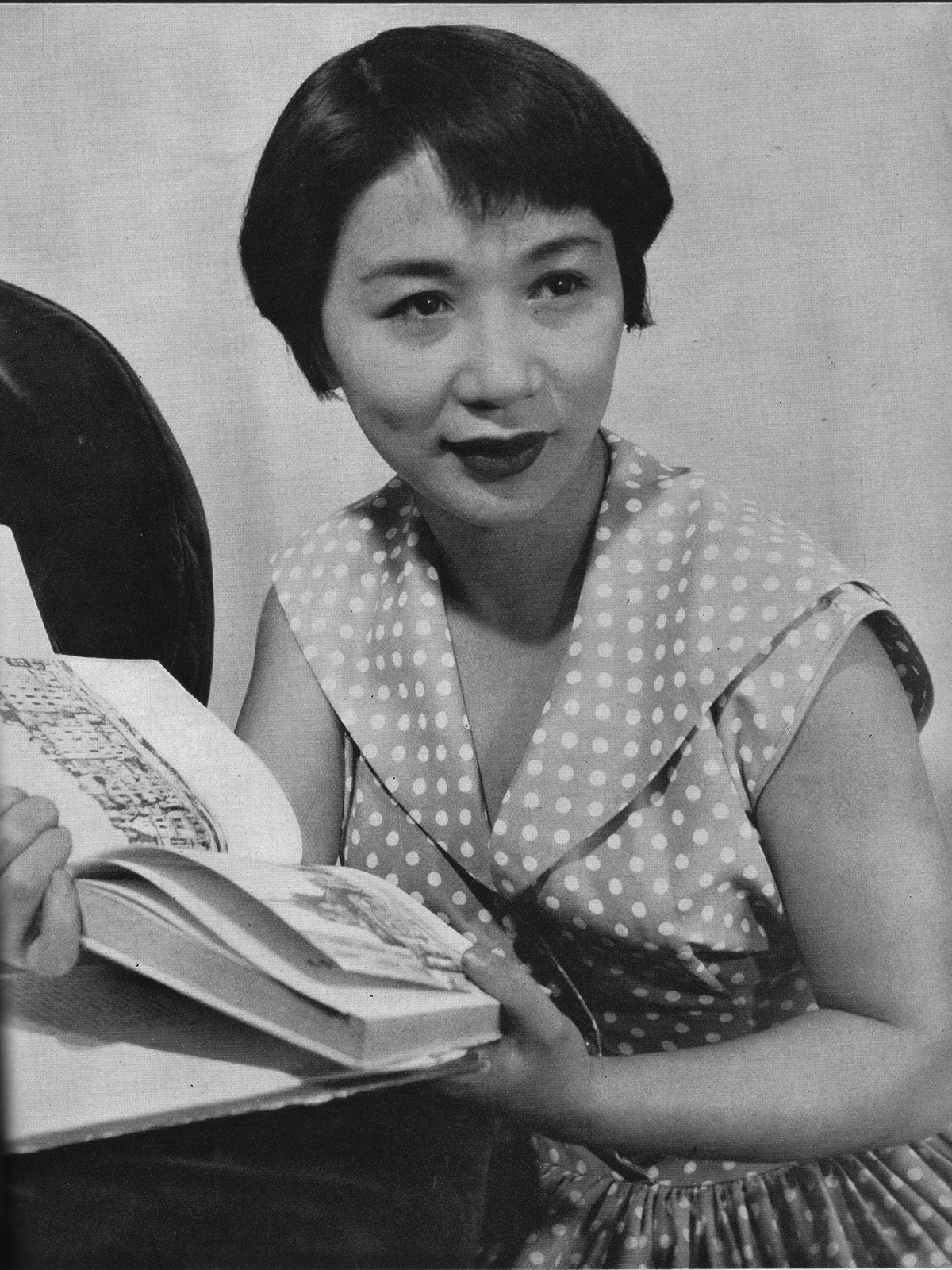
Miyagi Mariko, 1955

Mariko Miyagi (japanisch 宮城 まり子, Miyagi Mariko, eigentlich Homme Mariko (本目 真理子); geboren 21. März 1927 in Tokio; gestorben 21. März 2020) war eine japanische Sängerin, Schauspielerin, Regisseurin und Wohltäterin.

## Leben und Wirken
Mariko Miyagi wurde in Tokio geboren. Sie reiste zunächst als Sängerin umher, bis sie 1952 in die Firma Victor eintrat. Mit Liedern wie „Doku-kesha irankane“ (毒消しゃいらんかね), etwa „Brauchst du ein Entgiftungsmittel“, und dem Hit im Jahr 1955 „Gādo shita no kutsu migaki“ (ガード下の靴みがき) – etwa „Der Schuhputzer unter der Überführung“ wurde sie bekannt. Danach erreichte sie auch als Schauspielerin große Popularität.
1968 gründete Miyagi in der Ortschaft Oka in der Präfektur Shizuoka mit eigenen Mitteln das „Nemunoki Gakuen“ (ねむの木学園), etwa „Seidenbaum-Hort“, ein Heim für körperlich und geistig Behinderte. Sie führte Regie in mehreren Filmen über die behinderten Kinder: 1974 erschien „Nemu-no-ki no uta“ (ねむの木の詩), „Das Lied vom Seidenbaum“, und 1977 „Nemu-no-ki no uta ga kikoeru“ (ねむの木の歌が聞こえる), „Man hört das Lied vom Seidenbaum“. Letzterer Film wurde auch im Ausland unter dem Titel „Mariko-Mother“ gezeigt. Dieser Film gewann eine Auszeichnung - Special Prize of the League auf dem „International Red Cross Films Festival“
Es folgte 1980 „Niji o kakeru kodomotachi“ (虹をかける子どもたち), etwa „Kinder, die einen Regenbogen entwerfen“ und 1986 „Harō! Kizzu gambare kodomotachi“ (ハロー！キッズ　がんばれ子どもたち), etwa „Hallo! Kuss – kämpft euch durch, Kinder“. 1987 wurde in der Stadt Kakegawa die Heimstätte „Nemu-no-ki mura“, das „Seidenbaum-Dorf“ passend zur Zwanzigjahrfeier der Fürsorge-Idee fertiggestellt.